# Pocahontas (personaje de Disney)
Pocahontas es la protagonista principal de las películas de animación de Disney Pocahontas, de 1995. El personaje está parcialmente basado en la figura histórica real Matoaka, más popularmente conocida por el apodo de Pocahontas. El personaje también forma parte de la franquicia de Princesas Disney.
Su voz es interpretada por la actriz estadounidense Irene Bedard y sus vocales de canto fueron realizadas por la cantante de Broadway Judy Kuhn en ambas películas. Kuhn también repite el papel de Pocahontas en el video musical de las Princesas Disney, "If You Can Dream" y las canciones originales de las Princesas de Disney "These Moments We Share", "Silver and Gold" y "Christmas Is Coming!".

## Personalidad
El nombre de Pocahontas significa "Pequeña Silenciosa". Ella está basada en una figura histórica real, y nació en una cultura altamente sofisticada amerindia que tenía algunos conocimientos de los europeos.
Pocahontas se muestra como una bella joven de espíritu libre, valiente, inteligente, noble y altamente espiritual. Ella, además, expresa la sabiduría más allá de sus años y ofrece la bondad y la orientación a quienes la rodean.
En la secuela, Pocahontas, parece haber madurado después de pensar que John Smith ha muerto. Ella mantiene su espíritu independiente y alegre, pero es mucho más madura y segura de sí misma de lo que era en la primera película. Durante su estancia en Inglaterra, ella casi se pierde en el ajetreo y el bullicio de este nuevo mundo y se convierte en alguien quien no es. Pero al final ella tiene la intención valientemente a sacrificarse por la seguridad de su pueblo y regresa a su tierra natal, encontrándose a sí misma, y amor, una vez más.

## Apariciones

### Pocahontas
En el comienzo de la película, Pocahontas descubre que Kocoum, uno de los guerreros más valientes de su padre, le ha pedido casarse con ella (en lugar de un anillo de bodas, a Pocahontas se le da el collar de bodas de Nonoma Winanuske Matatiske, la madre fallecida de Pocahontas, que había muerto bastantes años atrás cuando Pocahontas todavía era una niña pequeña, y ella lo lleva casi todo el transcurso de la película). Sin embargo, Pocahontas no siente que este es el camino correcto para ella. Ella es la primera en divisar el buque que transporta a los europeos, confundiendo las velas de la nave con nubes. Pocahontas más tarde se encuentra a uno de los colonos, John Smith. 
Con el tiempo, los dos llegan a conocerse, haciéndose todo tipo de preguntas sobre la gente, vidas, cultura y mundos diferentes del otro. Sin embargo, la conversación se amarga cuando John Smith involuntariamente revela sus prejuicios hacia los indígenas americanos. Pocahontas le explica la belleza y la importancia de la naturaleza y el respeto a la tierra a través de la canción, Colores del Viento. Esto hace que John vea el mal de sus pensamientos y cambia su forma de pensar, y los dos se enamoran.
Cuando Kocoum tropieza con Pocahontas y John Smith besándose, Kocoum se enfurece y ataca a John. Antes de que Pocahontas pueda detenerlo, Thomas, que había sido enviado para encontrar a John, le dispara y mata a Kocoum. John Smith recibe toda la culpa, es tomado como prisionero por los hombres de Powhatan, y sentenciado a morir en el amanecer.
Pocahontas se da cuenta de que debe detener la ejecución que lleve a la guerra entre los indígenas americanos y los colonos. Ella corre a donde se llevará a cabo, llamando a las fuerzas de la naturaleza para que le ayuden a dar alcance en el momento. Pocahontas llega a John Smith justo a tiempo para arrojarse sobre él y salvarlo de ser asesinado por su padre, Jefe Powhatan, que luego entra en razón y libera a John Smith. Cuando el gobernador Ratcliffe, furioso, dispara al jefe, John Smith empuja a Powhatan fuera del camino, y recibe la bala.
Poco después, herido, John Smith le pide que vaya con él a Inglaterra, pero ella explica que su lugar está en Virginia, con su gente. Para consolarlo, le dice que no importa lo que pase, siempre estará con él, para siempre. Se besan, y los hombres lo llevan en el buque. A medida que se va, Pocahontas corre tan rápido como le es posible a un acantilado con vista al océano. John se despide al estilo Powhatan, y Pocahontas devuelve la despedida al estilo Powhatan, como le mostró anteriormente, cuando los dos se conocieron, mientras el barco navega de distancia.

### Pocahontas II: Viaje a un Nuevo Mundo
En Pocahontas II: Viaje a un Nuevo Mundo, Pocahontas va a Londres como diplomática para detener un posible ataque a su pueblo de ser ordenado por el Rey James y la Reina Anne en un complot de Radcliffe. Allí, ella es acompañada por John Rolfe y poco a poco desarrolla un romance con él. Al final, se reúne con John Smith, pero le explica que "ya no están siguiendo el mismo camino que seguían años atrás", y toman caminos separados. Exponiendo con éxito a Ratcliffe, quien después es detenido por orden del rey, y encerrado en la cárcel para siempre, Pocahontas y John Rolfe suben a un barco que se dirige de vuelta a Virginia juntos, y se besan mientras la embarcación zarpa hacia el atardecer.